# Fake Tales of San Francisco
Fake Tales of San Francisco è una canzone del gruppo indie rock inglese Arctic Monkeys originariamente inserita come traccia nell'EP Five Minutes with the Arctic Monkeys e in seguito pubblicata come singolo dall'album Whatever People Say I Am, That's What I'm Not.

## Tracce
1. Fake Tales of San Francisco - 2.59
2. From the Ritz to the Rubble - 3.14

## Formazione
- Alex Turner - voce, chitarra elettrica
- Jamie Cook - chitarra elettrica
- Nick O'Malley - basso, cori
- Matt Helders - batteria, cori